# 高田繁太郎
高田 繁太郎（たかた しげたろう、安政4年〈1857年〉 - 大正8年〈1919年〉）は日本の実業家。高田家11代目。旧姓：伊藤。農政の先駆者といわれ、多彩な独創的事業に成功。日野川河口の埋め立てによる高田新田、旗ケ崎海岸の開墾、倉庫の建設など、繁太郎の事業は米子の産業発展に寄与した。

## 経歴
伯耆国会見郡上福原村（鳥取県西伯郡福生村を経て現・米子市上福原）に生まれた。伊藤平十郎の三男。儒者高橋及び穴山の両師に従い漢籍を研修する。
19歳の時、同郡福万村高田家の人となった。家は代々農を業とし資財富裕であった。22歳の時に家督を相続して11代の主となった。当時高田家は酒造と林業を営んでいたが、財を守るだけを潔しとせず、時勢をみて志を立て大山原野50町歩を開拓し薬用人参・桑などを栽培した。
当時塵埃捨て場米子町海岸を数町歩埋め立てたり、皆生の日野川河口付近湿地帯の開拓、旗ヶ崎海岸3町5反の開拓を行った。当時の上方との唯一の海上交易路であった米子港に、広大な倉庫を建て商業発展につとめた。
明治23年（1890年）、県小校舎移転改築に敷地を提供して自費で建設した。大山の天然氷を貯蔵販売して、人工製氷のできるまで魚や病人用･食用に供した。

## 家族
- 養父・徳三郎[3]

## 史料

### 所得額三千円以上の人々
国税営業税納入者名と対照して検討すべき資料として『郡勢一斑』から見積り所得額（所得税から各税率によって換算した額）三千円以上の人々の名を掲げておく。大正4年（1915年）である。
三万四千五百五十九円・尾高町・坂口平兵衛
二万千九百二十八円・博労町・名島嘉吉郎
一万二千五百十四円・道笑町・三好栄次郎
一万二千三百五十三円・県村・高田繁太郎
一万二千二円・法勝寺町・野坂茂三郎
一万百十三円・道笑町・益尾吉太郎
九千九百十九円・大高村・船越弥一郎
八千九百三十九円・富益村・永見億次郎
八千百九十九円・内町・後藤快五郎
七千五百八十二円・春日村・田後与一郎
七千三十二円・角盤町・久山義英
六千九百十七円・福生村・本生芳三郎
五千九百八十四円・東倉吉町・木村吉兵衛
五千四百五十六円・道笑町・益尾徳次郎
五千二百三十八円・糀町・田村源太郎
五千六円・住吉村（旗ヶ崎）・油木茂三郎
四千九百十八円・糀町・近藤なお
四千八百四十一円・四日市町・田口庸三
四千八百十三円・彦名村・高場保蔵
四千六百八十六円・西倉吉町・赤沢康平
四千三百二十六円・道笑町・三好常太郎
四千二百八十九円・西町・渡辺慶太郎
四千二百二十九円・紺屋町・船越作一郎
四千二百円・法勝寺町・高板秀治
三千六百十七円・日野町・杵村善市
三千五百十四円・道笑町・大谷房太郎
三千三百二十五円・糀町・小坂市太郎
三千三百二十五円・成実村・遠武勇蔵
三千二百円・紺屋町・砂田竹太郎
三千百七十六円・内町・中村藤吉
三千七円・車尾村・高田浅蔵